# Ponta Porã
Ponta Porã este un oraș în Mato Grosso do Sul (MS), Brazilia.